# Jean-Éloi Ducom
Jean-Éloi Ducom, nacido el 16 de mayo de 2009 en Lesperon y fallecido el 14 de diciembre de 1944 en Mont-de-Marsan, es un escultor francés, muy presente en el arte religioso y administrativo del departamento de las Landas

## Datos biográficos
Jean-Éloi Ducom nació en el pueblo de las Landas de Lesperon , antes de que sus padres se establecieran en Bourges. Allí estudió y se revela su talento para el dibujo. Entra primero como aprendiz del escultor Beaufort, antes de incorporarse en 1873, al departamento de escultura de la École nationale supérieure des beaux-arts de París.
Se trasladó a Mont-de-Marsan, en 1876. Comienza con varias trabajos: la restauración de la Catedral de Saint-Front en Périgueux, los monumentos funerarios de mármol en Mont-de-Marsan. En 1887, completó el altar de la iglesia de Saint-Jean-Baptiste Benquet, inspirado por la Cène de Leonardo da Vinci, así como el altar de la iglesia de Saint-Amand de Bascons, que representa la Asunción. 
Estos trabajos establecen la reputación del artista, el obispo Delannoy, de la diócesis de Aire y de Dax, le encomendó la labor de restauración y decoración de varias iglesias, incluyendo los capiteles del triforio de la Abadía de Saint-Sever . Ducom también participa en la Buglose en la Abadía de Nuestra Señora de Maylis y en la Iglesia de Saint-Michel en Bias en 1905 . Realizó en la Prefectura de las Landas varias obras: esculturas de la fachada de la Caisse d'Epargne, y el Ayuntamiento de Mont-de-Marsan en 1899, etc.

## Obras
Entre las mejores y más conocidas obras de Jean-Éloi Ducom se incluyen las siguientes:
- restauración de la Catedral de Saint-Front en Périgueux,
- monumentos funerarios de mármol en Mont-de-Marsan.
- altar de la iglesia de Saint-Jean-Baptiste Benquet, 1887, inspirado por la Cène de Leonardo da Vinci,
- altar de la iglesia de Saint-Amand de Bascons, que representa la Asunción.
- capiteles del triforio de la Abadía de Saint-Sever .
- trabajos en la Abadía de Nuestra Señora de Maylis en la Buglose
- trabajos en la Iglesia de Saint-Michel en Bias
- esculturas de la fachada de la Caisse d'Epargne en la Prefectura de las Landas
- esculturas del hôtel de ville de Mont-de-Marsan en 1899